# 루 리처즈
루 리처즈(Lou Richards, 1951년 9월 3일 ~ )는 미국의 성우, 배우, 텔레비전 배우이다.

## 영화
- 디스플레이스먼트 (2016년)
- 러브레이스 (2012년)
- 그로스 (2009년)
- 썸머랜드 (2004년)
- 헐크 (2003년)
- 마이 와이프 앤 키즈 (2001년)
- 불협화음 (2001년)
- 키스 (1998년)
- 나이트 아이 4 (1996년)
- 잠수 특전대 (1990년)
- 몬스터 가족 (1981년)
- 클럽 (1980년)
- 더 시니어스 (1978년)
- 사랑의 유람선 (1977년)
- 하와이 5-0수사대 (1968년)